# The Slim Shady LP
《The Slim Shady LP》는 미국의 래퍼 에미넴이 닥터 드레의 지원을 받고 낸 두 번째 스튜디오 앨범으로, 1999년 2월 23일에 발매되었다. 이 앨범은 닥터 드레가 설립한 애프터매스 레코드와 웹 레코드의 후원을 바탕으로 제작되었다. 앨범은 중요한 상업적인 성공을 거두었고, 빌보드 200 차트 2위에 기록되었다. 싱글은 〈My Name Is〉와 〈Role Model〉이 발매되었다.
Slim Shady는 가학적이고 매우 폭력적인 캐릭터인데, 이는 자신이 개발해 낸 그의 또 다른 자아이다.